# Marruecos (película)
Marruecos (título original: Morocco) es una película estadounidense de 1930 dirigida por Josef von Sternberg y con Gary Cooper, Marlene Dietrich y Adolphe Menjou en los papeles principales. Basada en la novela de 1927 Amy Jolly de Benno Vigny, se narra la relación triangular entre Cooper, un legionario francés, Dietrich, una artista mundana y Menjou, su protector e incondicional admirador, en plena guerra contra los marroquíes. La película es famosa por una escena en la que Dietrich canta una canción vestida con un frac de hombre y besa a otra mujer (para vergüenza de la última), acciones ambas que eran consideradas escandalosas en la época.
En 1992, la película fue considerada «cultural, histórica y estéticamente significativa» por la Biblioteca del Congreso de Estados Unidos y seleccionada para su preservación en el National Film Registry.

## Comentario
El director Josef von Sternberg (1894-1969), preparó el guion de la película basándose en la obra Amy Jolly de Benno Vigny. El rol ambiguo de Marlene Dietrich se acentúa cuando ella aparece vestida con un frac durante su actuación, besa descaradamente a una mujer y acaba arrojando una flor a Gary Cooper, quien en una actitud sumisa y de femenina coquetería se la coloca en la oreja . 
Entre sus notables contribuciones al cine y creador de un estilo muy personal, Sternberg fue el primer director de alcanzar el pleno dominio y control sobre lo que era esencialmente un nuevo medio: el sonido en las películas. Uno de sus elementos claves era su comprensión del valor del silencio en sí. Quizás por ese motivo, Marruecos contiene escenas largas sostenidas solo por su impresionante belleza visual y escenografía. 
Desde las primeras espectaculares tomas de la Legión Extranjera desfilando hasta las escenas finales de Marlene, descalza acompañando al grupo de mujeres que siguen a los legionarios, la película es un impresionante despliegue de imaginación estilística. Este estilo se basa en el movimiento de cámara, efectos delicados de luz y sombra, decoración expresionista, y el buen hacer del reparto: Dietrich, Gary Cooper y Adolphe Menjou, todos con movimientos sutiles de los órganos: ojos, bocas, manos, etc. Por otra parte, la propia naturaleza exótica de los escenarios de la película libera el romanticismo y la exuberancia de Sternberg reforzada por el fabuloso diseño de vestuario de Travis Banton.
Diversas localizaciones en California: las dunas Guadalupe-Nipomo, el condado de Imperial, Palmdale, y los Estudios Paramount sirvieron para recrear Marruecos.

## Premios y candidaturas
4.ª ceremonia de los Premios Óscar
| Categoría               | Persona             | Resultado |
| ----------------------- | ------------------- | --------- |
| Mejor director          | Josef von Sternberg | Nominado  |
| Mejor actriz            | Marlene Dietrich    | Nominada  |
| Mejor dirección de arte | Hans Dreier         | Nominado  |
| Mejor fotografía        | Lee Garmes          | Nominado  |

National Board of Review
| Reconocimiento              | Candidata | Resultado |
| --------------------------- | --------- | --------- |
| Diez mejores filmes del año | Marruecos | Incluida  |